# Wallace Ford
Wallace Ford, pseudonimo di Samuel Jones Grundy (Bolton, 12 febbraio 1898 – Woodland Hills, 11 giugno 1966), è stato un attore britannico naturalizzato statunitense.

## Biografia
Nato a Bolton, nel Lancashire, in Inghilterra, fu inizialmente un attore vaudeville, prima di recitare a Broadway. Apparso in oltre 200 film, di cui 13 diretti da John Ford, nel 1922 sposò Martha Haworth.

## Filmografia parziale

### Cinema
- L'amante (Possessed), regia di Clarence Brown (1931)
- Freaks, regia di Tod Browning (1932)
- Il giardino del diavolo (Central Park), regia di John G. Adolfi (1932)
- Il pericolo pubblico n. 1 (The Beast of the City), regia di Charles Brabin (1932)
- Goodbye Again, regia di Michael Curtiz (1933)
- Guerra bianca (Employees' Entrance), regia di Roy Del Ruth (1933)
- La pattuglia sperduta (The Lost Patrol), regia di John Ford (1934)
- Uomini in bianco (Men in White), regia di Richard Boleslawski (1934)
- Tutta la città ne parla (The Whole Town's Talking), regia di John Ford (1935)
- Notte gialla (One Frightened Night), regia di Christy Cabanne (1935)
- Il traditore (The Informer), regia di John Ford (1935)
- Il domatore di donne (She Couldn't Take It), regia di Tay Garnett (1935)
- The Rogues' Tavern, regia di Robert F. Hill (1936)
- Stardust, regia di Melville W. Brown (1937)
- L'isola del destino (Isle of Destiny), regia di Elmer Clifton (1940)
- Scatterbrain, regia di Gus Meins (1940)
- The Mummy's Hand, regia di Christy Cabanne (1940)
- Il club del diavolo (A Man Betrayed), regia di John H. Auer (1941)
- Una donna è scomparsa (Roar of the Press), regia di Phil Rosen (1941)
- Sesta colonna (All Through the Night), regia di Vincent Sherman (1941)
- The Mummy's Tomb, regia di Harold Young (1942)
- Tre ragazze e un caporale (Seven Days Leave), regia di Tim Whelan (1942)
- L'ombra del dubbio (Shadow of a Doubt), regia di Alfred Hitchcock (1943)
- L'uomo scimmia (The Ape Man), regia di William Beaudine (1943)
- La croce di Lorena (The Cross of Lorraine), regia di Tay Garnett (1943)
- Comando segreto (Secret Command), regia di A. Edward Sutherland (1944)
- Sangue sul sole (Blood on the Sun), regia di Frank Lloyd (1945)
- Il gigante di Boston (The Great John L.), regia di Frank Tuttle (1945)
- Io ti salverò (Spellbound), regia di Alfred Hitchcock (1945)
- Anni verdi (The Green Years), regia di Victor Saville (1946)
- Scandalo in famiglia (Lover Come Back), regia di William A. Seiter (1946)
- Tutta la città ne sparla (Rendezvous with Annie), regia di Allan Dwan (1946)
- L'angelo nero (Black Angel), regia di Roy William Neill (1946)
- La banda dei falsificatori (Crack-Up), regia di Irving Reis (1946)
- Solo chi cade può risorgere (Dead Reckoning), regia di John Cromwell (1947)
- La città magica (Magic Town), regia di William A. Wellman (1947)
- T-Men contro i fuorilegge (T-Men), regia di Anthony Mann (1947)
- Il pugnale del bianco (Coroner Creek), regia di Ray Enright (1948)
- Pistole puntate (Belle Starr's Daughter), regia di Lesley Selander (1948)
- Stasera ho vinto anch'io (The Set-Up), regia di Robert Wise (1949)
- Sfida alla legge (Dakota Lil), regia di Lesley Selander (1950)
- Le furie (The Furies), regia di Anthony Mann (1950)
- Golfo del Messico (The Breaking Point), regia di Michael Curtiz (1950)
- Harvey, regia di Henry Koster (1950)
- Ho amato un fuorilegge (He Ran all the Way), regia di John Berry (1951)
- Sentiero di guerra (Warpath), regia di Byron Haskin (1951)
- Femmine bionde (Painting the Clouds with Sunshine), regia di David Butler (1951)
- Rodeo, regia di William Beaudine (1952)
- Furia e passione (Flesh and Fury), regia di Joseph Pevney (1952)
- La frusta di sangue (The Great Jesse James Raid), regia di Reginald Le Borg (1953)
- Le frontiere dei Sioux (The Nebraskan), regia di Fred F. Sears (1953)
- Bella ma pericolosa (She Couldn't Say No), regia di Lloyd Bacon (1954)
- Lo sceriffo senza pistola (The Boy from Oklahoma), regia di Michael Curtiz (1954)
- La storia di Tom Destry (Destry), regia di George Marshall (1954)
- Il circo a tre piste (3 Ring Circus), regia di Joseph Pevney (1954)
- Wichita, regia di Jacques Tourneur (1955)
- L'uomo di Laramie (The Man from Laramie), regia di Anthony Mann (1955)
- Lucy Gallant, regia di Robert Parrish (1955)
- I senza Dio (The Lawless Street), regia di Joseph H. Lewis (1955)
- I pionieri dell'Alaska (The Spoilers), regia di Jesse Hibbs (1955)
- Il mio amante è un bandito (The Maverick Queen), regia di Joseph Kane (1956)
- La storia del generale Houston (The First Texan), regia di Byron Haskin (1956)
- Johnny Concho, regia di Don McGuire (1956)
- Duello al Passo Indio (Thunder Over Arizona), regia di Joseph Kane (1956)
- Ostaggi dei banditi (Stagecoach to Fury), regia di William F. Claxton (1956)
- Il mago della pioggia (The Rainmaker), regia di Joseph Anthony (1956)
- Il capitano dei mari del sud (Twilight for the Gods), regia di Joseph Pevney (1958)
- Bella, affettuosa, illibata cercasi... (The Matchmaker), regia di Joseph Anthony (1958)
- L'ultimo urrà (The Last Hurrah), regia di John Ford (1958)
- Ultima notte a Warlock (Warlock), regia di Edward Dmytryk (1959)
- Incontro al Central Park (A Patch of Blue), regia di Guy Green (1965)

### Televisione
- Damon Runyon Theater – serie TV, episodio 1x06 (1955)
- The Whistler – serie TV, episodio 1x17 (1955)
- Celebrity Playhouse – serie TV, episodio 1x02 (1955)
- Kings Row – serie TV, episodio 1x02 (1955)
- The 20th Century-Fox Hour – serie TV, episodio 1x03 (1955)
- Climax! – serie TV, episodi 1x20-2x16-2x48-3x17 (1955-1956)
- Screen Directors Playhouse – serie TV, episodio 1x20 (1956)
- The Court of Last Resort – serie TV, episodio 1x11 (1957)
- Westinghouse Desilu Playhouse – serie TV, episodio 1x07 (1958)
- La valle dell'oro (Klondike) – serie TV, episodio 1x05 (1960)
- The Dick Powell Show – serie TV, episodio 1x03 (1961)
- The Wide Country – serie TV, episodio 1x03 (1962)
- Vacation Playhouse – serie TV, episodi 1x02-2x01 (1963-1964)
- La grande avventura (The Great Adventure) – serie TV, episodio 1x13 (1964)
- The Travels of Jaimie McPheeters – serie TV, episodio 1x20 (1964)

## Doppiatori italiani
Nelle versioni in italiano delle opere in cui ha recitato, Wallace Ford è stato doppiato da:
- Amilcare Pettinelli in Ho amato un fuorilegge, Lucy Gallant, I senza Dio, Il capitano dei mari del sud, Ultima notte a Warlock
- Carlo Romano in Io ti salverò, Le furie, Lo sceriffo senza pistola, Incontro al Central Park
- Mario Besesti in Golfo del Messico, L'uomo di Laramie, Il mago della pioggia
- Gianni Giuliano in Freaks
- Giulio Panicali ne Il traditore
- Felice Romano in L'ombra del dubbio
- Stefano Sibaldi in L'angelo nero
- Luigi Pavese in La città magica
- Bruno Persa in Harvey
- Goffredo Matassi ne I senza Dio (ridoppiaggio)